# Eupora
Eupora ist eine Stadt (City) im US-Bundesstaat Mississippi in den Vereinigten Staaten von Amerika. Sie liegt im Süden des Webster County und ist dessen größter Ort. Das U.S. Census Bureau hat bei der Volkszählung 2020 eine Einwohnerzahl von 2018 ermittelt.

## Geographie

### Geographische Lage
Eupora liegt in der nördlichen Hälfte des Bundesstaats Mississippi in den North Central Hills, einer sanft hügeligen und überwiegend locker bewaldeten Region. Der Big Black River führt direkt südlich des Orts von Ost nach West. Dieser Fluss wird unter anderem vom durch Eupora fließenden Bach Whites Creek gespeist, der im Norden des Ortsgebiets zum White's Creek Lake gestaut wird. Die Landnutzung im Umkreis von Eupora wechselt zwischen landwirtschaftlich genutzten Arealen und Wäldern.

### Nachbarorte
Die direkten Nachbarorte von Eupora sind Sapa und Mathiston acht bzw. zwölf Kilometer ostwärts, Tomnolen elf Kilometer Richtung Südwesten und der County Seat Walthall etwa acht Kilometer nordwärts. Die nächsten größeren Orte sind das etwa 45 km entfernte Starkville im Südosten und Grenada 65 km im Nordwesten. Jackson liegt etwa 180 km südwestlich von Eupora, Memphis rund 235 km nördlich.

## Geschichte
Bis in das 19. Jahrhundert war der gesamte mittlere Teil des heutigen Bundesstaats Mississippi Stammesgebiet der Choctaw. 1830 traten die Choctaw mit dem Vertrag von Dancing Rabbit Creek ihre verbliebenen Siedlungsgebiete in Mississippi im Tausch gegen Flächen in Oklahoma an die Vereinigten Staaten ab. Nördlich und nordöstlich des Choctaw-Gebiets siedelten die Chickasaw, die ihre Stammesgebiete in Mississippi 1832 ebenfalls an die Vereinigten Staaten abtraten. Das spätere Ortsgebiet von Eupora lag ab 1833 im neu gegründeten Choctaw County und war zunächst mit Ausnahme einzelner Bauernhöfe unbesiedelt. Mitte des 19. Jahrhunderts entstand eine Siedlung namens Early Grove mit Kirche, Friedhof und Schulhaus.
In der zweiten Hälfte der 1880er-Jahre vermaß die Georgia Pacific Railway die Trasse ihrer geplanten Bahnstrecke zwischen Columbus und Greenville. Eine Streckenführung über den weiter nördlich gelegenen Verwaltungssitz Walthall wurde geprüft, aber zugunsten einer Trasse im Tal des Big Black Rivers verworfen. Das kleine Dorf Early Grove wurde als geeigneter Standort für einen Bahnhof und einen größeren Ort eingestuft. Als Name der Station schlugen die Vermessungsingenieure zu Ehren des Farmerehepaars Jim und Eupora Eudy, auf deren Hof in Early Grove sie zeitweise untergebracht waren, Eupora vor.
1889 wurde die Bahnstrecke Columbus–Greenville eröffnet und im selben Jahr wurde Eupora als Town eingetragen. Die Ost-West-Hauptstraße Roane Avenue und die in Nord-Süd-Richtung verlaufende Joliff Street wurden nach Hauptvermessern der Georgia Pacific, S. A. Roane und William Joliffe, benannt. Eupora entwickelte sich innerhalb weniger Jahre zum wirtschaftlichen Zentrum des Webster Countys, in dem vor allem landwirtschaftliche Güter verarbeitet, gelagert und versandt wurden.
Anfang Juli 1904 war Eupora Schauplatz eines Lynchmordes, als der der Vergewaltigung beschuldigte Schwarze Bud Simpson alias Starling Dunham auf dem Weg vom Bahnhof zum County-Gefängnis von fast 200 Männern seinen Bewachern entzogen und gehängt wurde.
Im Gegensatz zu den kleineren umliegenden Orten und vielen ähnlich großen Städten in Mississippi sank die Bevölkerungszahl von Eupora mit der in den 1930er-Jahren beginnenden Mechanisierung der Landwirtschaft nicht signifikant. Die Abwanderung in größere Städte wurde durch Zuzug aus abgelegeneren Gegenden kompensiert. In den späten 1930er-Jahren wurden mehrere öffentliche Gebäude in Works Progress Administration (WPA)-Projekten neu errichtet, darunter die Bibliothek und das Postamt.
2011 wurden 187 Objekte in der Innenstadt von Eupora zusammen als Eupora Historic District im National Register of Historic Places eingetragen.
Gemäß USCB-Schätzung von 2019 haben Haushalte in Eupora im Mittel ein jährliches Einkommen von 24.559 Dollar. Etwa 43 % der Einwohner haben dabei ein Einkommen unterhalb der Armutsgrenze. 51,1 % der Einwohner identifizieren sich selbst als Weiß, 47,7 % als Schwarz.

## Infrastruktur

### Verkehr
U.S. Highway 82 verläuft in Ost-West-Richtung direkt südlich von Eupora. Mississippi State Highway 9 führt in Nord-Süd-Richtung durch den Ort und Mississippi State Highway 182 – die frühere Streckenführung des Highway 82 vor Bau der Ortsgehung – in Ost-West-Richtung. Der nächste Interstate Highway ist Interstate 55 bei Winona, 53 km westlich.
Die Bahnstrecke Columbus–Greenville der Columbus and Greenville Railway führt in Ost-West-Richtung durch Eupora. Der Personenverkehr dieser Strecke wurde 1949 eingestellt und auch der Güterverkehr im Abschnitt West Point–Eupora–Greenwood ruht seit 2001.
ÖPNV existiert nicht in Eupora.

### Bildung
Eupora liegt im Schulsprengel des Webster County School District. Die für den Ort zuständigen Schulen befinden sich vor Ort. Die Schuldistriktverwaltung nutzt ein von 1938 bis 1940 als WPA-Projekt errichtetes Schulgebäude, das zu den NRHP-Objekten zählt.

## Söhne und Töchter der Stadt
- Thomas Abernethy (1903–1998), Mitglied des US-Repräsentantenhauses
- Quentin Pryor (* 1983), Basketballspieler